# Cora (Wyoming)
Cora és una concentració de població designada pel cens dels Estats Units a l'estat de Wyoming. Segons el cens del 2000 tenia 76 habitants.

## Demografia
Segons el cens del 2000, Cora tenia 76 habitants, 38 habitatges, i 25 famílies. La densitat de població era de 5,4 habitants/km².
Dels 38 habitatges en un 15,8% hi vivien nens de menys de 18 anys, en un 65,8% hi vivien parelles casades, en un 2,6% dones solteres, i en un 31,6% no eren unitats familiars. En el 31,6% dels habitatges hi vivien persones soles el 10,5% de les quals corresponia a persones de 65 anys o més que vivien soles. El nombre mitjà de persones vivint en cada habitatge era de 2 i el nombre mitjà de persones que vivien en cada família era de 2,46.
Per edats la població es repartia de la següent manera: un 11,8% tenia menys de 18 anys, un 5,3% entre 18 i 24, un 27,6% entre 25 i 44, un 30,3% de 45 a 60 i un 25% 65 anys o més.
L'edat mediana era de 48 anys. Per cada 100 dones de 18 o més anys hi havia 131 homes.
La renda mediana per habitatge era de 40.000 $ i la renda mediana per família de 50.625 $. Els homes tenien una renda mediana de 31.563 $ mentre que les dones 33.000 $. La renda per capita de la població era de 20.831 $. Entorn del 8,8% de les famílies i el 7,9% de la població estaven per davall del llindar de pobresa.

## Poblacions més properes
El següent diagrama mostra les poblacions més properes.